# Great Wall Motor
Great Wall Motor Co., Ltd. (meist nur GWM, chinesisch 長城汽車股份有限公司 / 长城汽车股份有限公司, kurz chinesisch 長城汽車 / 长城汽车, Pinyin Chángchéng Qìchē) ist ein Autohersteller der Volksrepublik China mit Sitz in Baoding, Provinz Hebei. Das Unternehmen wurde 1984 gegründet und war Chinas erster privater Automobilhersteller, der 2003 an der Börse notiert wurde. SUVs von Great Wall werden in vielen Ländern unter der Marke Haval verkauft. Als Luxusmarke gilt Wey. Für Elektroautos gibt es die Marke Ora und für Geländewagen die Marke Tank.

## Geschichte
Der Name und das Markenemblem stehen für die Chinesische Mauer. Die Produktionskapazität betrug 2005 zirka 170.000 Fahrzeuge. 2016 beschäftigte Great Wall etwa 72.000 Mitarbeiter. Die Produktpalette umfasst Kleinwagen, SUVs und Pick-ups.
Das Unternehmen betrieb als erster chinesische Autobauer ein Montagewerk in der Europäischen Union. Im Februar 2012 wurde es beim Dorf Bachowiza nahe der bulgarischen Stadt Lowetsch eröffnet. Im Jahr 2013 wurden dort 2.000 Fahrzeuge hergestellt. Alle Bauteile werden in China gefertigt und im Werk montiert. Das Montagewerk wurde von Litex Motors betrieben.  Die in Bulgarien gefertigten Fahrzeuge waren für den süd- und osteuropäischen Raum vorgesehen und vermarktet worden. Im Jahr 2017 meldete Litex Motors Konkurs an und die Produktion von GWM endete in Europa. Eine Produktion in Europa ist weiterhin für GWM interessant und wird evaluiert.
Der Steed 6 enthält einen 2,4-Liter Ottomotor mit 90 kW (122 PS) aus Mitsubishi-Lizenz, den man mit einer Gasanlage kombinieren kann.
Ende April 2017 kam mit dem Wey VV7 das erste Fahrzeug der neuen SUV-Marke Wey auf den chinesischen Markt.
Aus der Batteriesparte von GWM wurde 2018 SVolt abgespalten. 2018 gründete Great Wall mit BMW ein Joint Venture zur Herstellung von Elektroautos. Im September 2018 stellte GWM die Marke Link Tour vor, die aus einem Joint Venture mit Yogomo, einem Anbieter von unter 100 km/h schnellen („Lowspeed“) Microcars, entstand. Das erste Fahrzeug daraus war der K-One.
Das vollelektrische Stadtfahrzeug Ora R1 wurde von Dezember 2018 bis 2022 in China verkauft.
Am 17. Januar 2020 teilten GWM und General Motors (GM) den Verkauf der GM Fabrik in Talegaon (Indien) an Great Wall mit. Vorbehaltlich erforderlicher Genehmigungen sollte der Übergang im zweiten Halbjahr 2020 vollzogen werden. GM hatte nach dem Verkauf seiner anderen Fabrik in Indien an den chinesischen Joint-Venture Partner SAIC und dem Rückzug aus dem indischen Markt in Talegaon nur noch für den Export produziert. Die Genehmigungen wurden aber nicht fristgerecht bis zum 30. Juni 2022 eingeholt, wodurch die Transaktion hinfällig wurde. Ab dem zweiten Halbjahr 2024 sollen Modelle von GWM, beginnend mit dem Haval H6, auch im brasilianischen Iracemápolis gefertigt werden.
Mit Stand Januar 2024 hat GWM 60 Modelle im Programm. Ende Mai 2024 wurde bekannt, dass das Unternehmen seine im Herbst 2021 in München eröffnete Europa-Zentrale schließt. Im Herbst desselben Jahres wurde bekannt, dass der neue Standort für die europäische Zentrale in den Niederlanden sein wird.

## Modelle

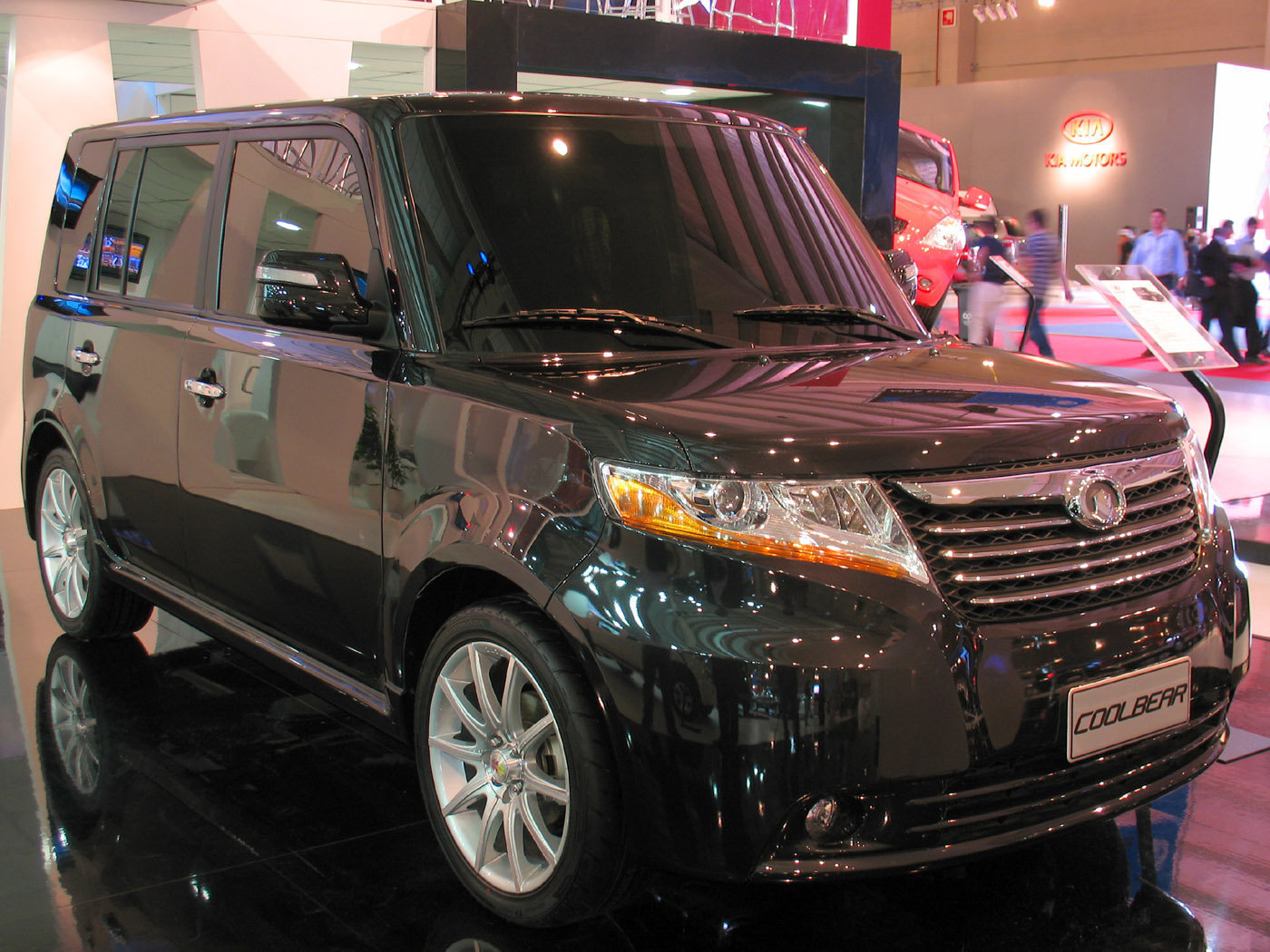
Great Wall Coolbear

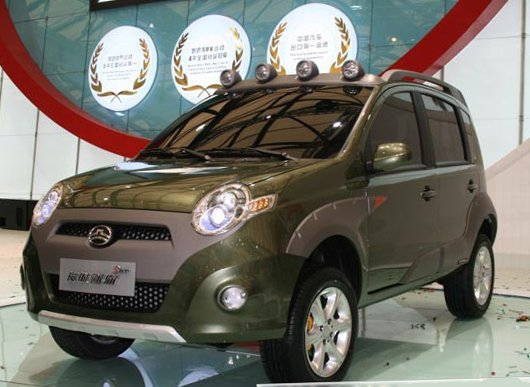
Great Wall Peri 4x4

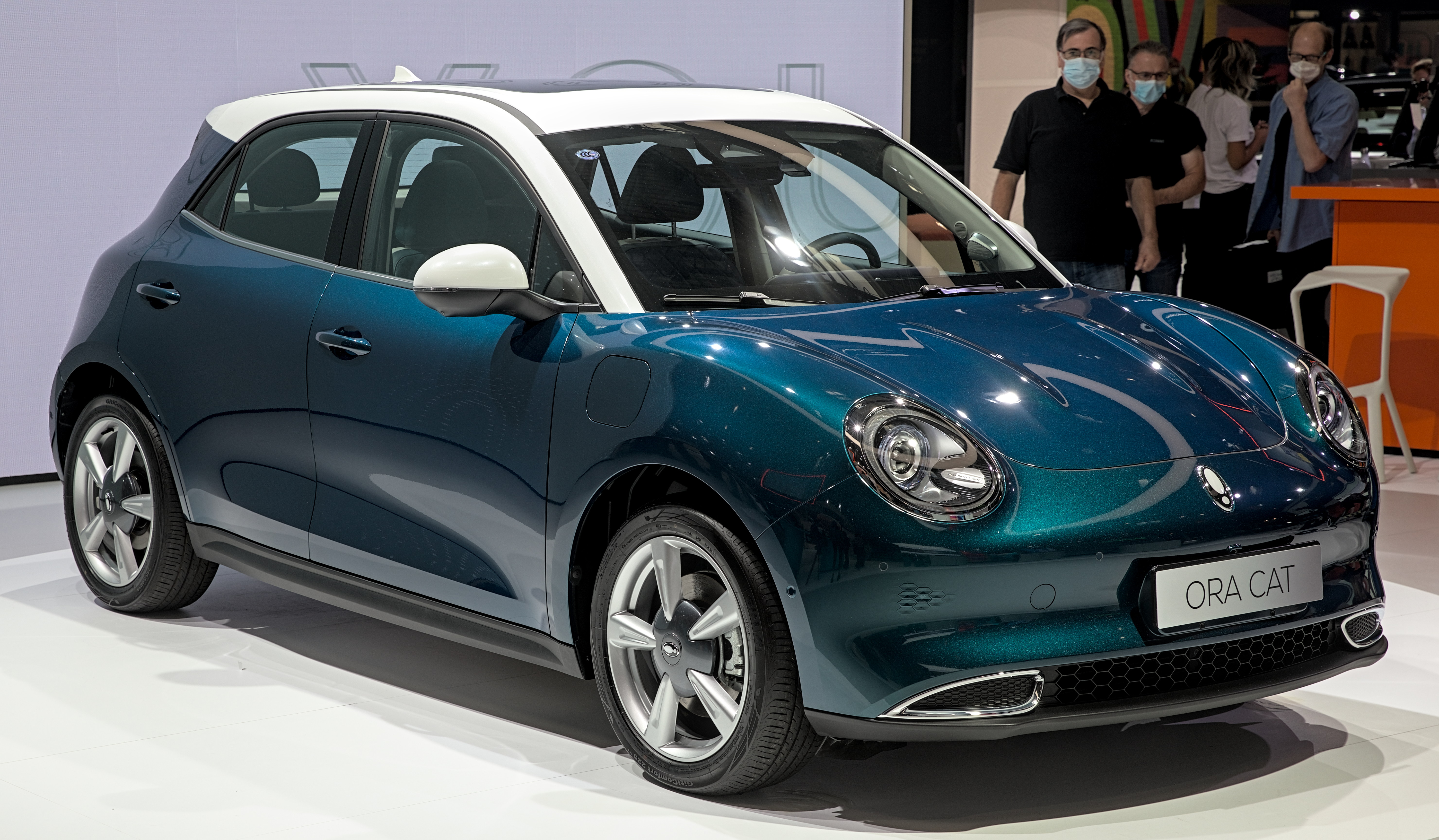
Ora Haomao

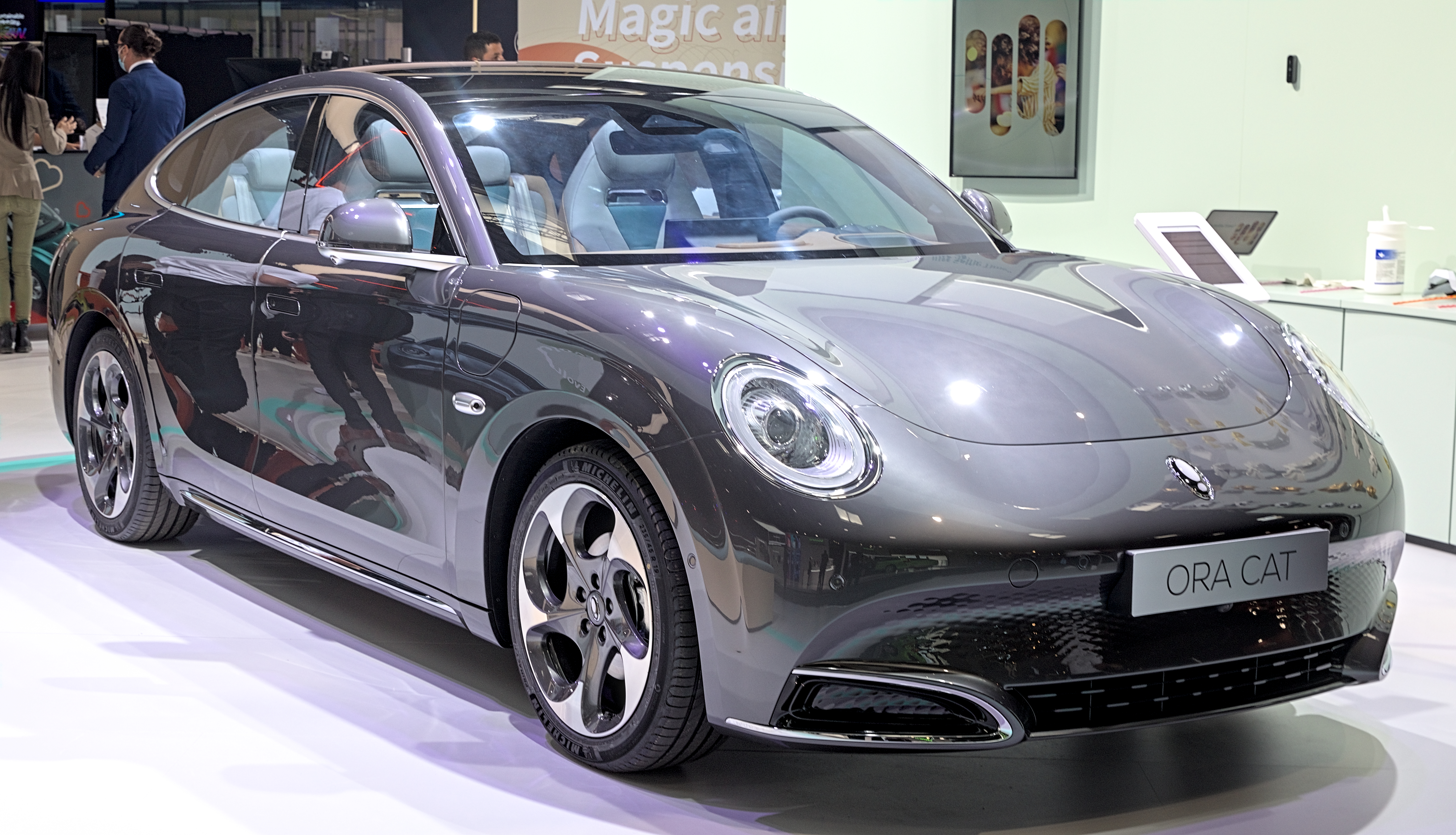
Ora Shandianmao

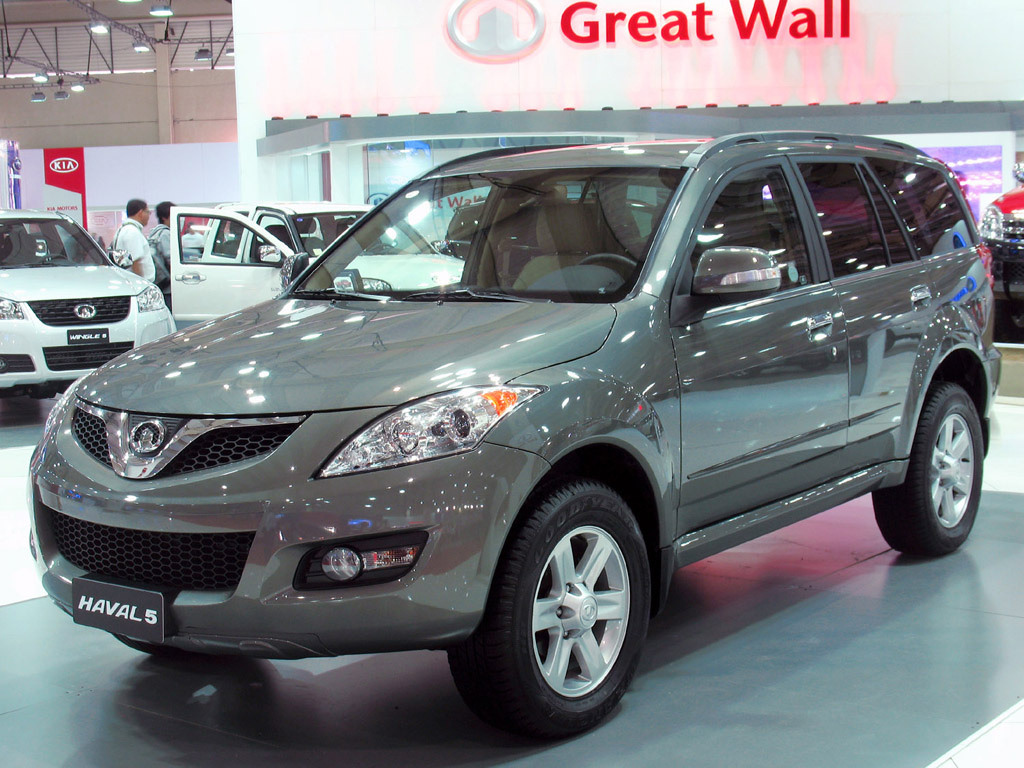
Great Wall Haval H5

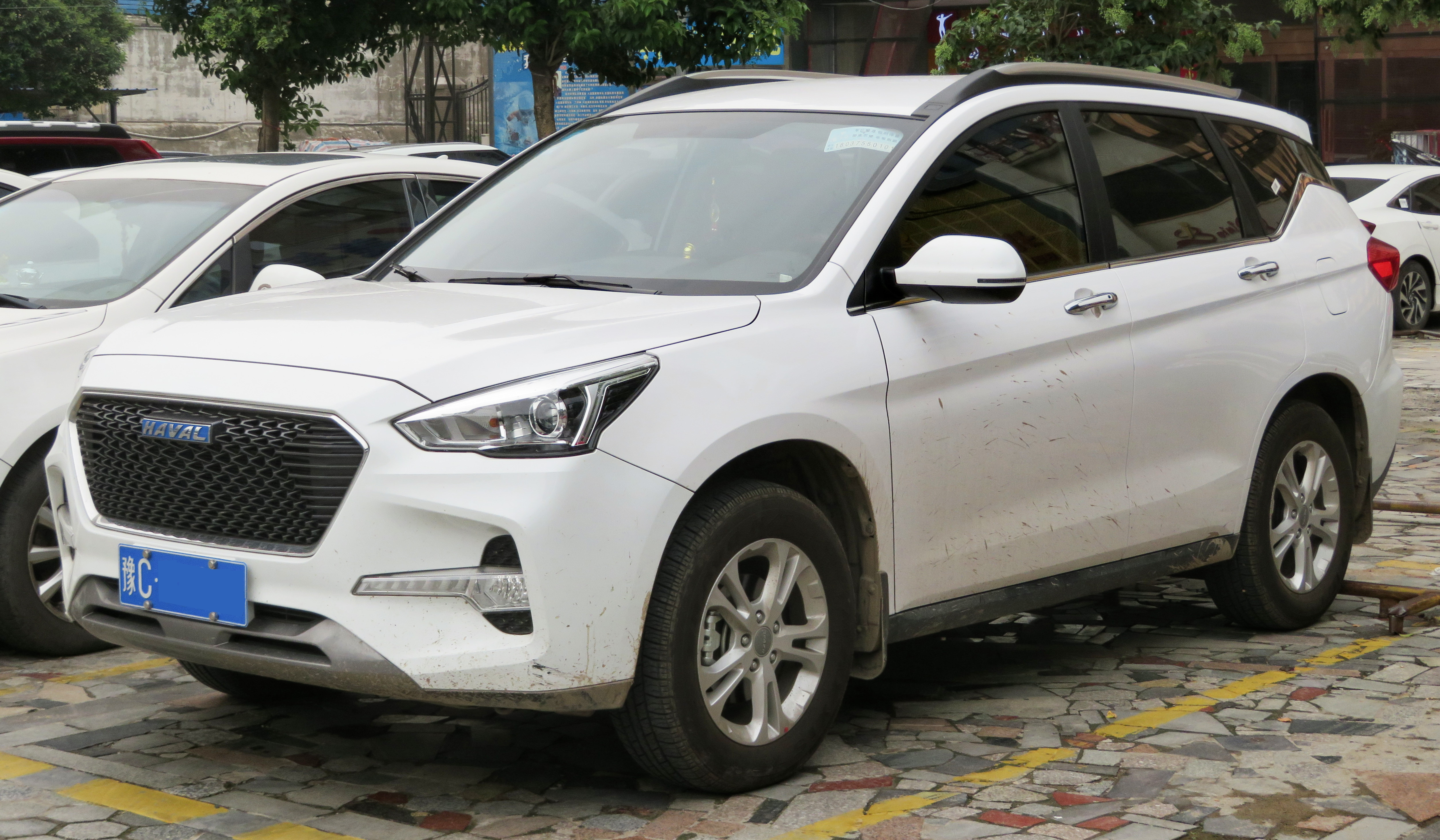
Haval M6

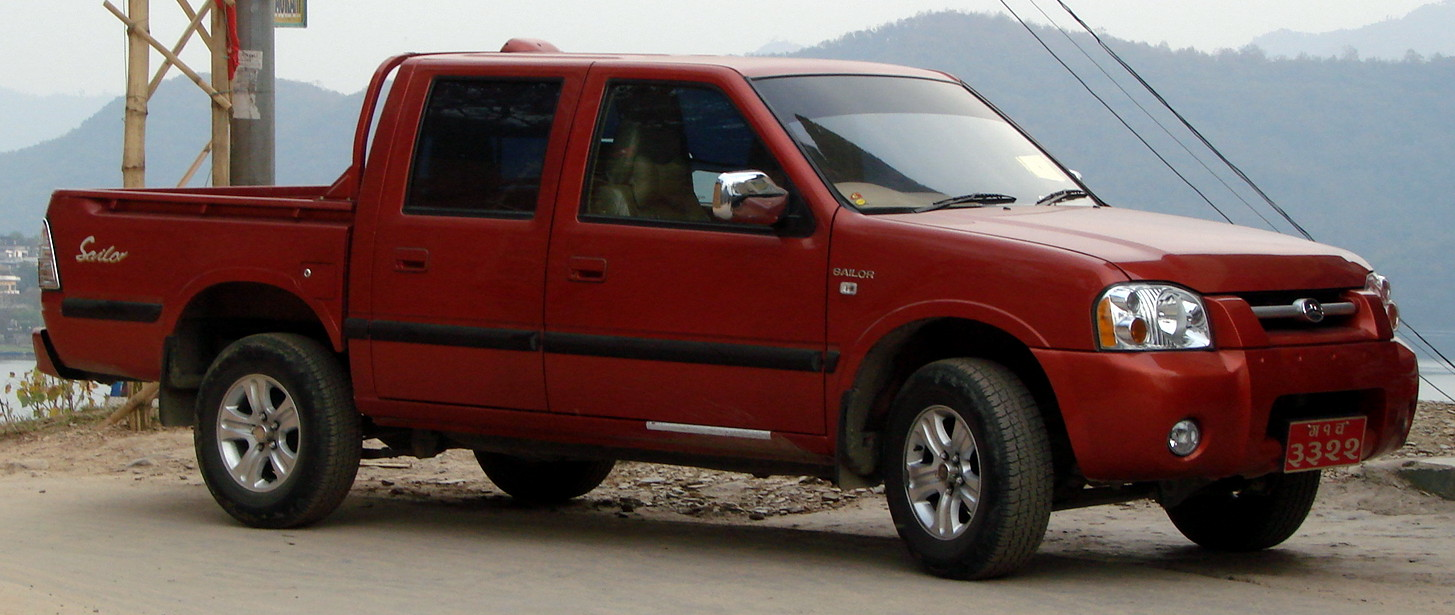
Great Wall Sailor

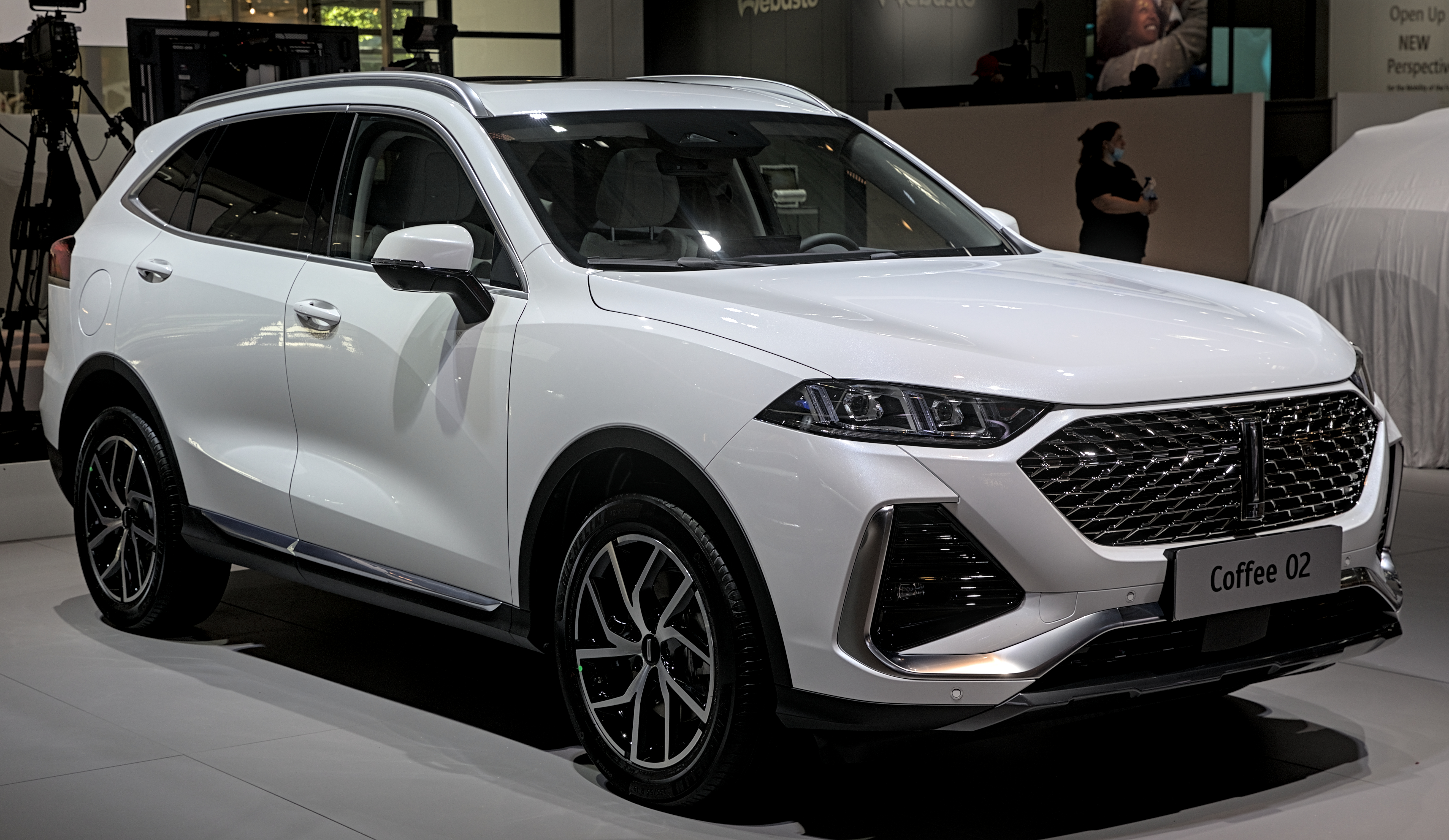
Wey Latte

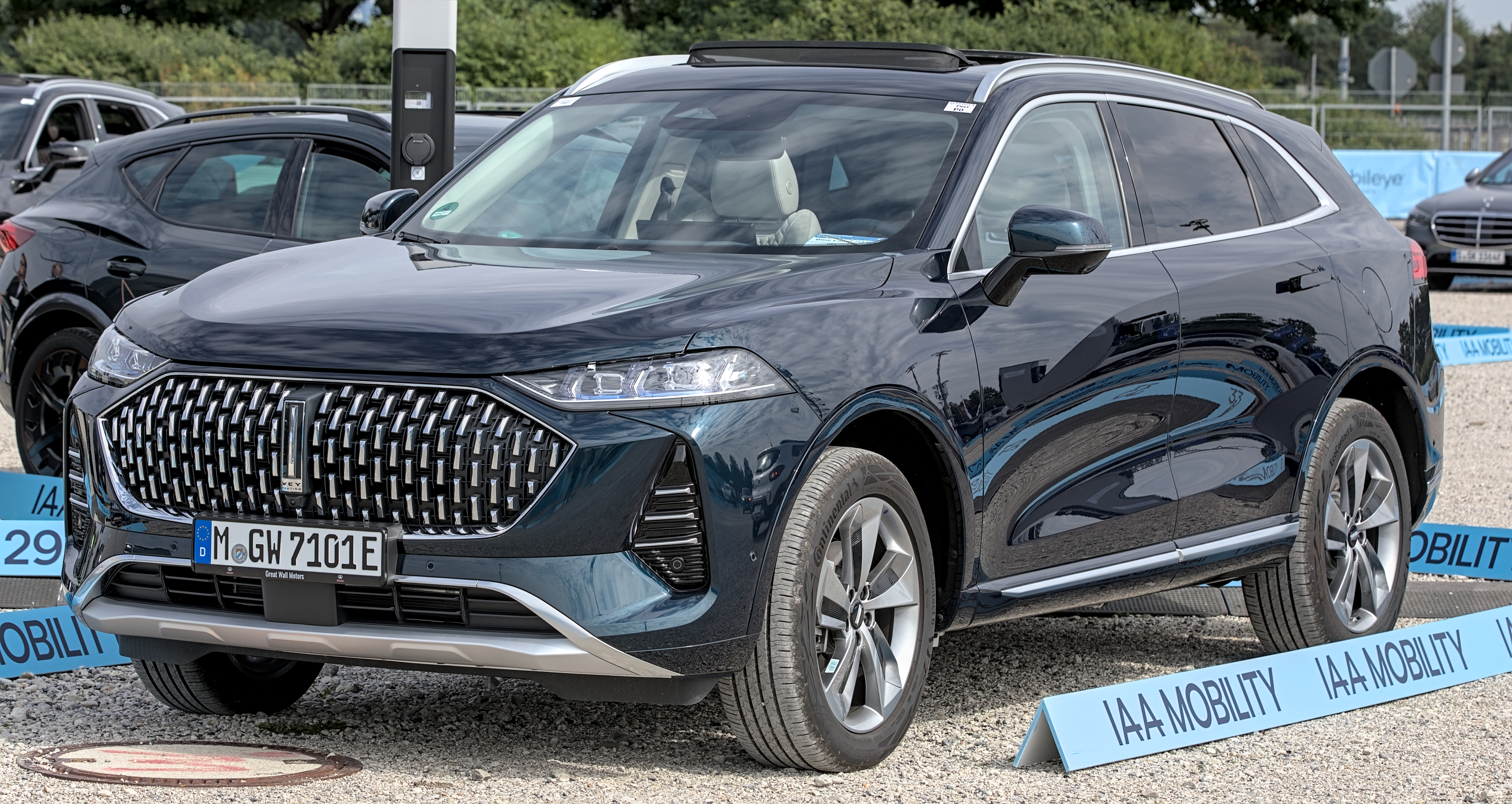
Wey Mocca

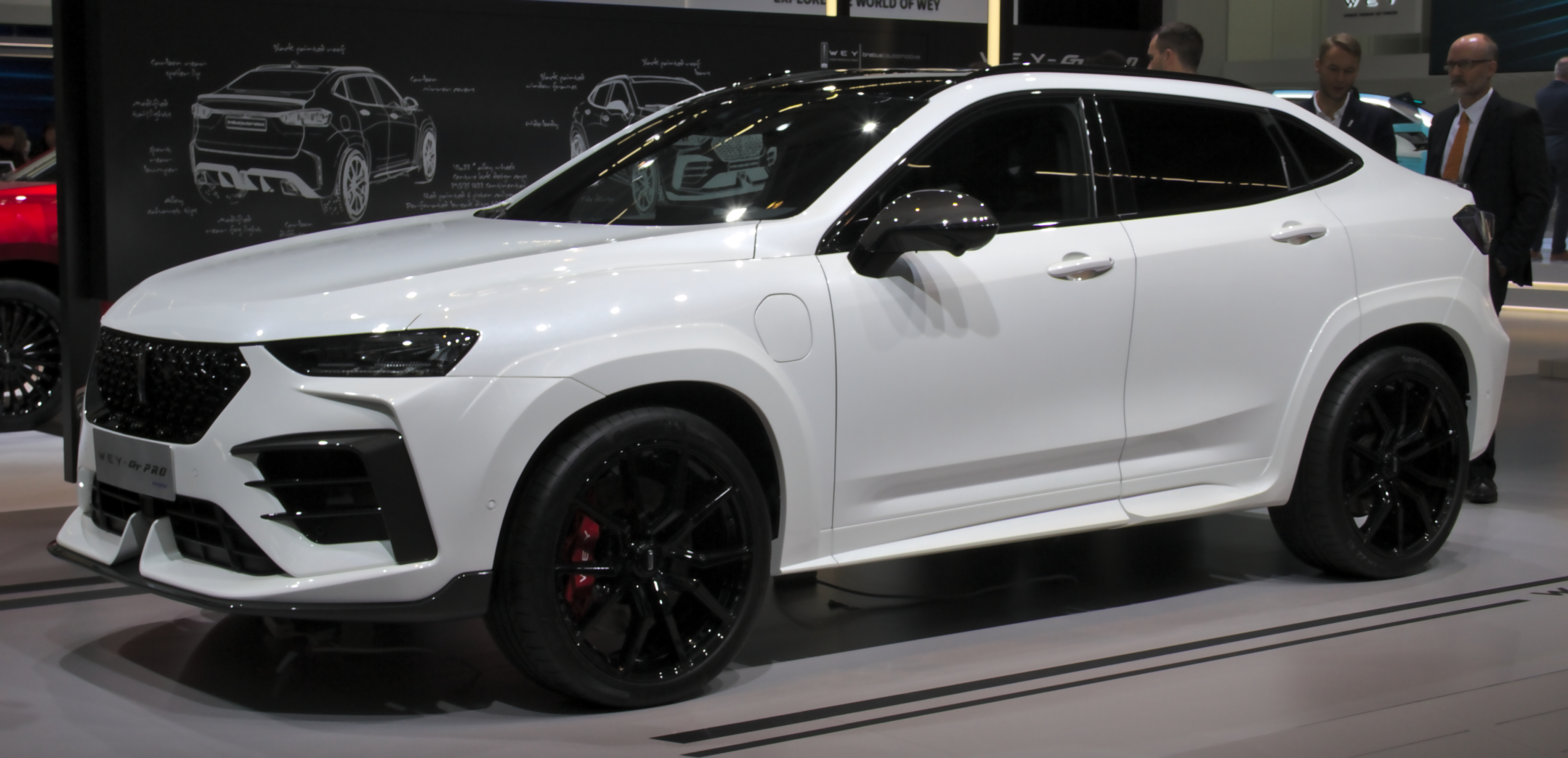
Wey VV7 GT

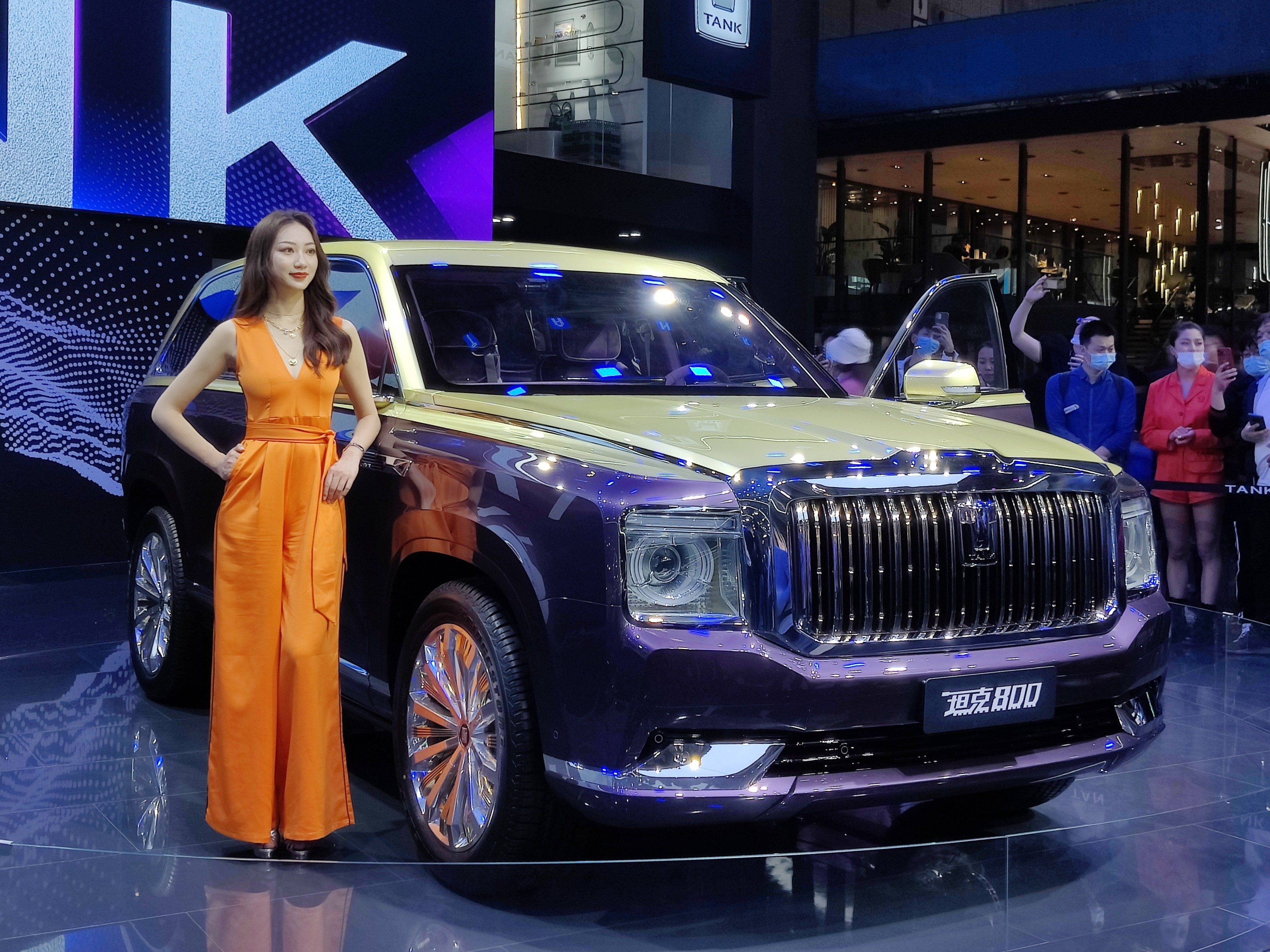
Tank 800

### Kleinwagen
- Great Wall Voleex C10
- Great Wall C20R
- Great Wall CBI 50
- Great Wall Coolbear/Kuxiong
- Great Wall Florid/Xuanli
- Great Wall Peri
- Ora Baleimao
- Ora R1
- Ora R2
- Ora Pengkemao

### Kompaktklasse
- GWM Ora 03

### Limousinen
- GWM Ora 07
- Great Wall Voleex C30
- Great Wall Voleex C50
- Great Wall Hover Limo
- Ora iQ
- Ora Sar Mecha Dragon

### Vans
- Great Wall Proteus
- Great Wall Cowry/Voleex V80
- Wey Gaoshan

### SUVs
- Haval Chitu
- Haval Chulian
- Haval Dagou
- Haval F5
- Haval F7
- Haval F7x
- Haval H1
- Haval H2
- Haval H2s
- Haval H4
- Haval H5
- Haval H6
- Haval H6S
- Haval H6 Coupé
- Haval H7
- Haval H8
- Haval H9
- Haval H-Dog
- Haval Kugou
- Great Wall Haval M2 (auf Basis des Great Wall Coolbear)
- Haval M6
- Haval Raptor
- Haval Shenshou
- Haval Xiaolong
- Haval Xiaolong Max
- Great Wall Safe
- Great Wall Sing
- Great Wall Pegasus
- Great Wall Single Cab
- Great Wall Double Cab
- Great Wall Multi Wagon
- Ora Damao
- Wey Coffee 01
- Wey Lanshan
- Wey Latte
- Wey Macchiato
- Wey Mocca
- Wey P8
- Wey P8 GT
- Wey VV5
- Wey VV6
- Wey VV7
- Wey VV7 GT
- Wey Yuanmeng

### Geländewagen
- Tank 300
- Tank 400
- Tank 500
- Tank 700
- Tank 800

### Pick-ups
- Great Wall Deer
- Great Wall King Kong Pao
- Great Wall Pao
- Great Wall Sailor
- Great Wall Socool
- Great Wall Wingle 3, bis 2011: Great Wall Wingle
- Great Wall Wingle 5, in Europa: Great Wall Steed 5
- Great Wall Wingle 6
- Great Wall Wingle 7